# Policja Państwowa

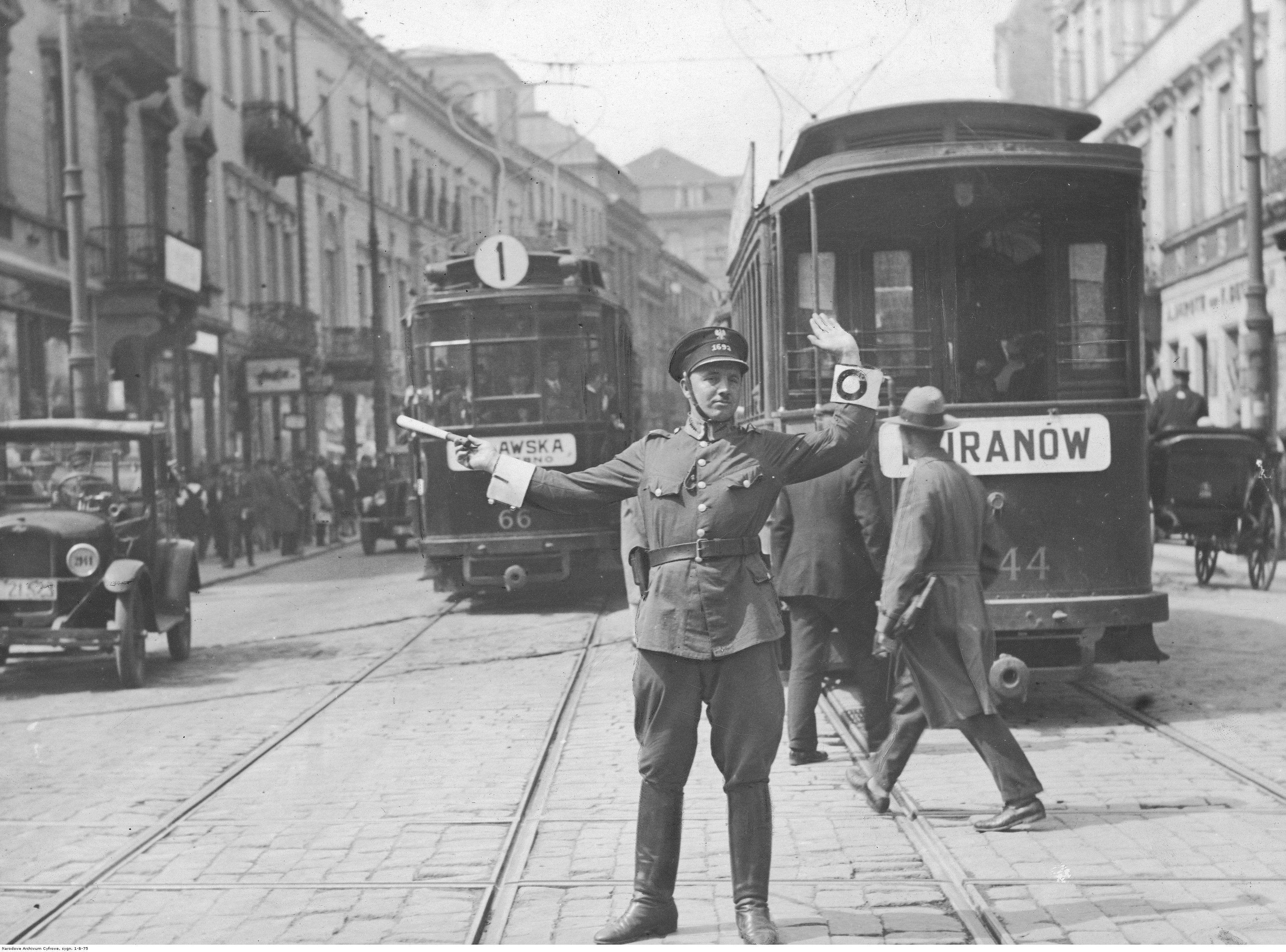
Funkcjonariusz kierujący ruchem na warszawskim Nowym Świecie, 1929

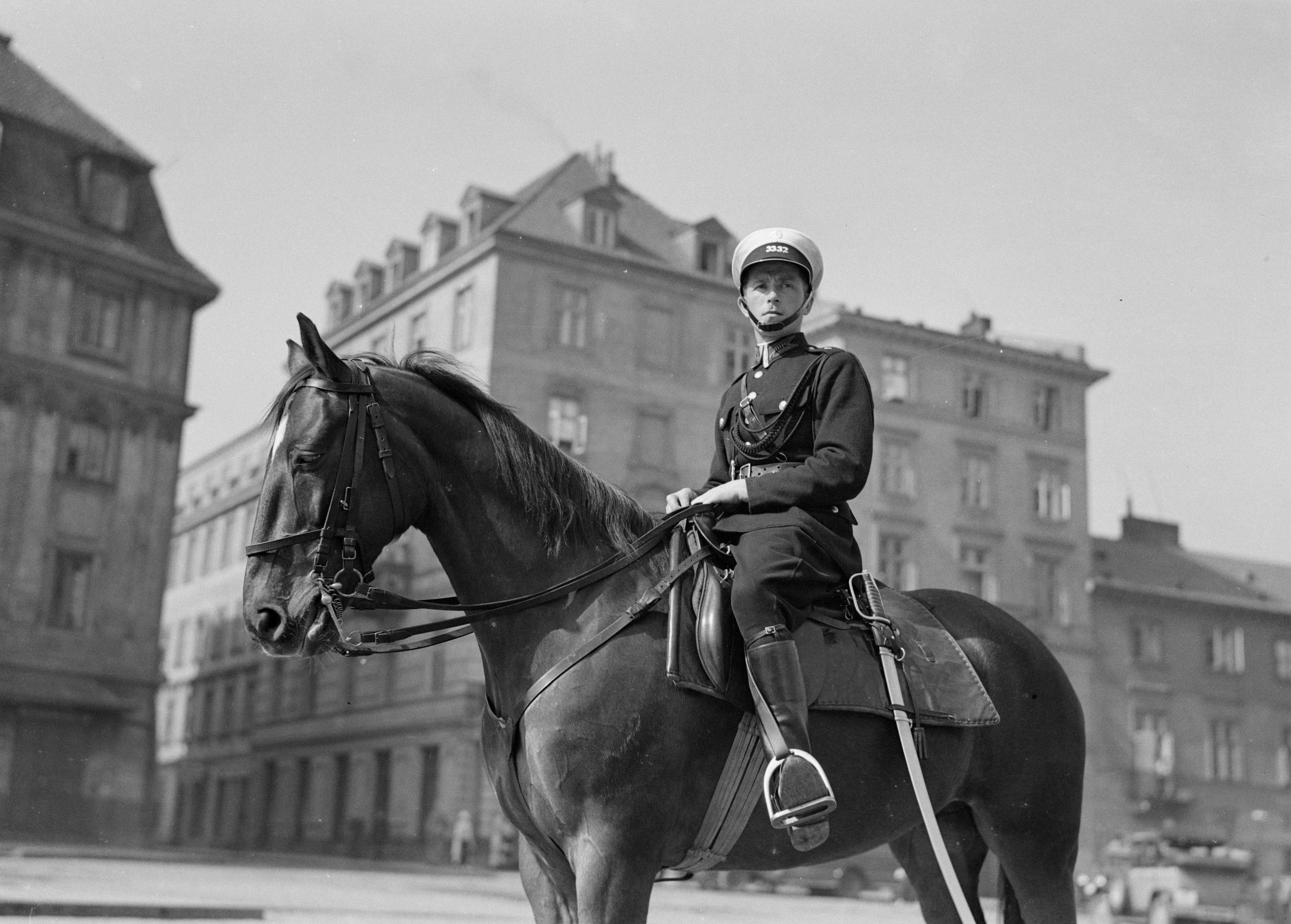
Funkcjonariusz policji konnej w mundurze letnim, plac Zamkowy w Warszawie, 1934

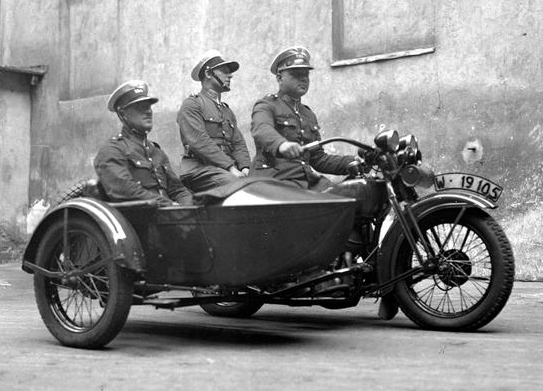
Patrol PP na motocyklu Harley Davidson w 1932

Policja Państwowa (PP) – „organ wykonawczy władz państwowych i samorządowych” w II Rzeczypospolitej, w latach 1919–1928 oraz „jednolity, zorganizowany na wzór wojskowy korpus, przeznaczony do utrzymania bezpieczeństwa, spokoju i porządku publicznego” w latach 1928–1939.
System ochrony bezpieczeństwa w II Rzeczypospolitej kształtował się w latach 1918–1923, zaś ukoronowaniem tego procesu było wydanie rozporządzenia Prezydenta RP z 6 marca 1928 o Policji Państwowej, kiedy organizacja instytucji została ustalona ostatecznie i w takiej formie dotrwała do września 1939 roku.
Komenda Główna Policji Państwowej mieściła się w pałacu Zamoyskich przy ul. Nowy Świat 67 w Warszawie.

## Historia działalności

### Powstanie PP
Organizacja została utworzona w Polsce na mocy ustawy z dnia 24 lipca 1919 roku o policji państwowej, która dokonała unifikacji wcześniej istniejących formacji policyjnych Milicji Ludowej, powołanej dekretem Naczelnika Państwa Józefa Piłsudskiego w dniu 5 grudnia 1918 r. i Policji Komunalnej, powołanej dekretem Naczelnika Państwa w dniu 9 stycznia 1919 r.
Postanowienia ustawy odnosiły się początkowo tylko do obszaru b. Królestwa Polskiego. Na terenach pozostałych zaborów tworzone były przez dzielnicowe ośrodki polityczne odrębne formacje policyjne. W byłym zaborze pruskim Straż Ludowa, później Żandarmeria Krajowa byłej Dzielnicy Pruskiej, a w byłym zaborze austriackim Żandarmeria Krajowa. Wzorowały się na doświadczeniach organizacyjnych byłych państw zaborczych. Utworzono odrębne Policję Ziem Wołynia i Frontu Podolskiego, Policję Państwową Litwy Środkowej oraz Policję Górnego Śląska i Milicję Górnośląską na wschodnim terenie Górnego Śląska w okresie plebiscytowym. Unifikacja formacji policyjnych na obszarze II Rzeczypospolitej następował stopniowo. Wcielenie galicyjskiej Żandarmerii Krajowej i Policji Polowej do Policji Państwowej nastąpiło 1 grudnia 1919 r., ale rozciągnięcie mocy obowiązującej wyżej wspomnianej ustawy na obszary Małopolski Wschodniej i Zachodniej nastąpiło dopiero w I kw. 1920 r. W lipcu tego roku ustawę zaczęto stosować na terenie Wielkopolski i Pomorza Gdańskiego. Na terenach wschodnich obowiązywała od 8 stycznia 1921 r., zaś na obszarze Wileńszczyzny z dniem 18 lipca 1922 r. Na terenie wschodniego Górnego Śląska powstała natomiast autonomiczna Policja Województwa Śląskiego powołana rozporządzeniem wojewody śląskiego w dniu 17 czerwca 1922 r. W latach 20. XX wieku wielokrotnie podejmowano próby nowelizacji ustawy policyjnej. Ostatecznie zreorganizowania Policji Państwowej dokonało rozporządzenie Prezydenta Rzeczypospolitej z 6 marca 1928.

### Referat Lotniczy
We wrześniu 1931 roku powstał Referat Lotniczy w Komendzie Głównej Policji Państwowej, kierownikiem referatu został W.Willmann.
Pierwsi piloci policjanci zostali wyszkoleni na samolotach Bartel M4S2, Hanriot H.19 oraz Potez XV w Centrum Wyszkolenia Podoficerów Lotnictwa w Bydgoszczy. Byli to: post. Muszer, post. Kwiatkowski, post. Jeziorowski, post. Skiermański, post. Bigus.

### Policja Drogowa
Policja Drogowa wchodziła w skład Policji Państwowej. Policja ta rozpoczęła służbę na polskich drogach 1 kwietnia 1937 roku, liczyła wówczas 100 zmotoryzowanych policjantów. Jednostkę wyposażono w motocykle wyłącznie polskiej produkcji, były to motocykle Sokół. Policja Państwowa od 1936 roku była wyposażana w znaczną ilość nowoczesnych, amerykańskich samochodów osobowych marki Chevrolet, głównie w wersji terenowej modelu Master.

### Praktyka działania
Policja państwowa była oskarżana o brutalność i obcesowe traktowanie ludzi biednych. Kazimierz Rudnicki – międzywojenny prokurator i sędzia pisał we wspomnieniach: „Wiadomo, że policja biła. Biła w celu wydobycia przyznania się do winy, w celu wykrycia osób będących w jakimkolwiek związku z dokonanym przestępstwem, w celu wydobycia rzeczy zdobytych przez zabójstwo lub kradzież”. Tego samego zdania była Stefania Sempołowska – autorka raportu „W więzieniach”, w którym napisała m.in., że „tortury towarzyszą zwyczajowo badaniom policji na Kresach, a nie są rzadkością i w centrum kraju”. Specjalnie powołana w celu zbadania zarzutów o brutalność policji sejmowa Komisja do Zbadania Wypadków Nadużyć i Znęcania się nad Więźniami stwierdziła w 1926 roku, że „katowanie więźniów dochodziło częstokroć do bestialstwa”, a „władze prokuratorskie na skargi więźniów o pobicie w urzędach policji reagują bardzo słabo albo nie reagują wcale”.

### Udział PP w akcjach pacyfikacyjnych, tłumieniu demonstracji, manifestacji i strajków chłopskich

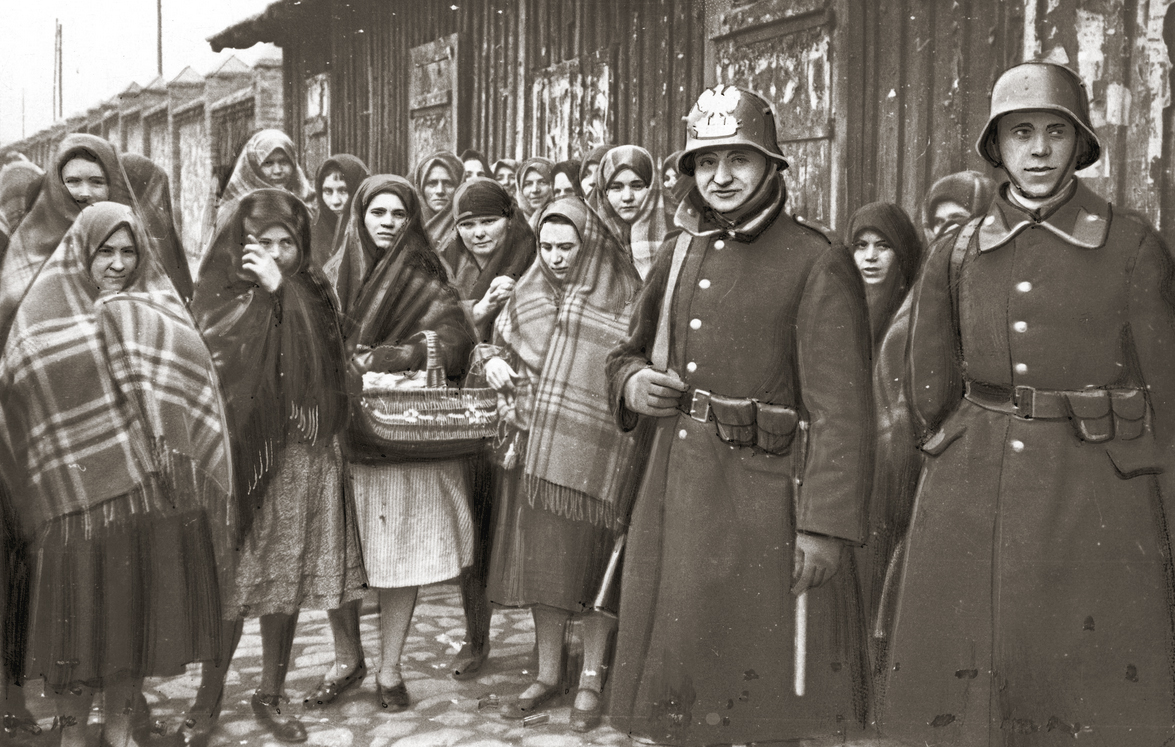
Żony górników w asyście funkcjonariuszy oczekują na strajkujących w kopalni Klimontów, 1933

W czasie dwudziestolecia międzywojennego Policja Państwowa wykorzystywana była do tłumienia demonstracji i strajków chłopskich. Interwencje te bardzo często kończyły się licznymi ofiarami śmiertelnymi wśród demonstrantów i wśród strajkujących.
W czasie manifestacji robotników w Ostrowcu Świętokrzyskim w 1926 roku w wyniku interwencji policji zabitych zostało 5 osób. Tak brutalna akcja doprowadziła do zamieszek w mieście zakończonych dopiero interwencją wojska.
W 1933 roku na wiecu w Piasku Wielkim zorganizowanym z okazji dożynek, w którym uczestniczył Wincenty Witos, w czasie interwencji policji zabity został jeden z rolników ze wsi Młyny, a kilku innych zostało rannych. Były premier Wincenty Witos przed aresztowaniem przez policję ratował się ucieczką.
Najbardziej krwawe interwencje policji miały miejsce w Łobozowie, Teleśnicy Oszwarowej, Ustianowej i Bóbrce, gdzie zabitych zostało 100 osób.
W 1937 podczas Wielkiego Strajku Chłopskiego zorganizowanego przez Stronnictwo Ludowe pod hasłem przywrócenia chłopu w Polsce praw do życia, a krajowi ładu, porządku i bezpieczeństwa w czasie interwencji policji zabitych zostało 44 chłopów a koło 5 tysięcy aresztowanych.
W grudniu 1937 roku ksiądz Józef Lubelski, poruszony brutalnością w działaniach policji, złożył w Sejmie interpelację w tej sprawie. Nadmieniając że w Kasince Małej zabito 9 osób, w Majdanie Sieniawskim 15, w Jabłonce 4, a w Muninie 7. W interpelacji pominął miejscowości, w których policja zabiła jednego lub dwóch chłopów. W 1930 funkcjonariusze Policji Państwowej brali udział w akcji pacyfikacyjnej w Małopolsce Wschodniej.
Brutalność funkcjonariuszy Policji Państwowej wobec chłopów dotyczyła całego okresu II Rzeczypospolitej. Zdarzały się przypadki, że aresztowani chłopi byli bici, straszeni śmiercią przez rozstrzelanie, stosowano też wobec nich tortury. Przykładowo: chłopi zatrzymani w 1931 roku w czasie zajść w Lubartowie byli bici gumami w stopy, mieli wbijane drzazgi za paznokcie, wyrywane włosy, a nawet byli wieszani głową w dół aby wlewać im wodę do nosa po zaklejeniu ust. Interpelacje poselskie w tych sprawach kończyły policyjne odpowiedzi o bezpodstawności stawianych zarzutów.

### Udział PP w kampanii wrześniowej i ewakuacja na Węgry

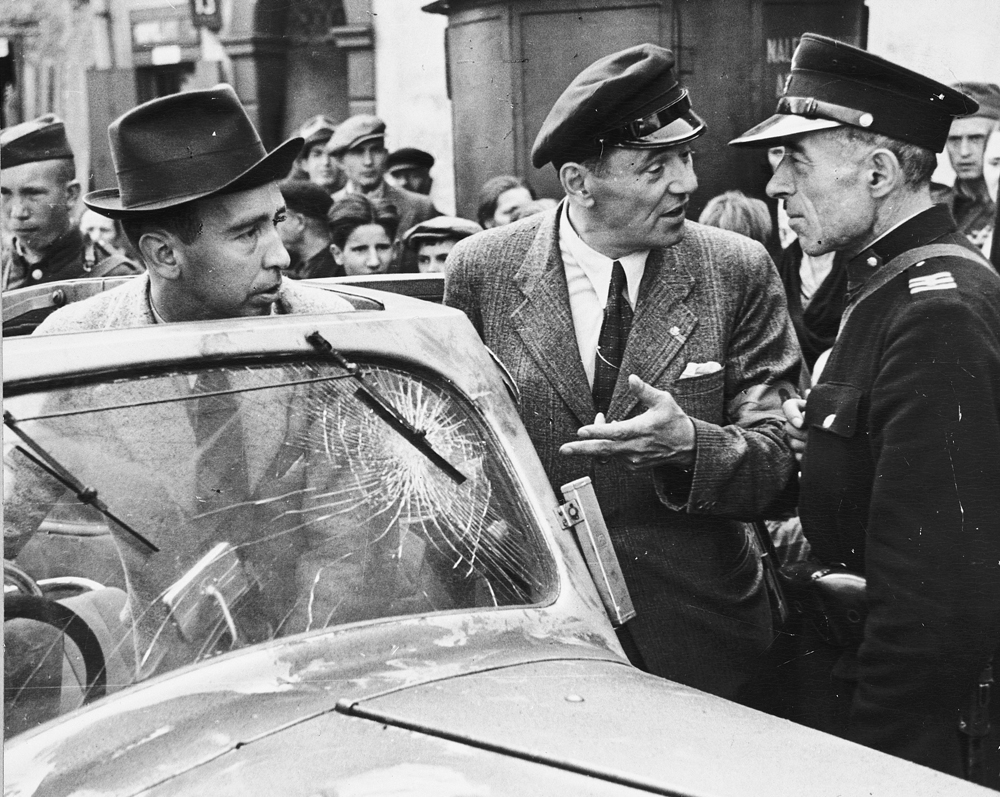
Policjant warszawski podczas rozmowy z amerykańskim dziennikarzem Julienem Bryanem we wrześniu 1939

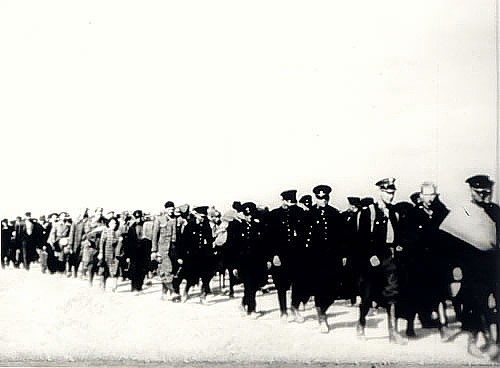
Polscy policjanci wzięci do niewoli przez Armię Czerwoną we wrześniu 1939

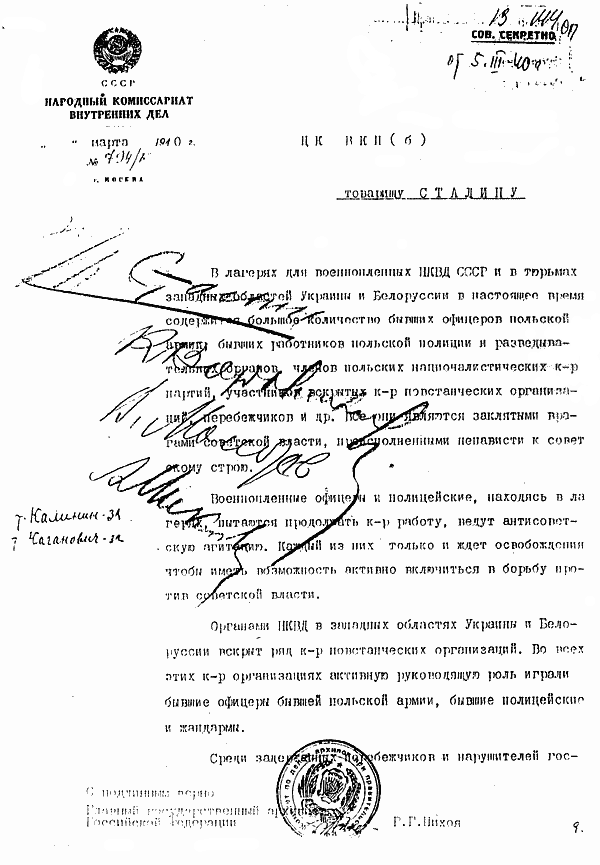
Notatka szefa NKWD Ławrientija Berii do Józefa Stalina z propozycją wymordowania polskich jeńców, z 5 marca 1940 r., z podpisami: Stalina, Klimienta Woroszyłowa, Wiaczesława Mołotowa i Antanasa Mikojana

W myśl przygotowanego wcześniej planu obrony państwa, policja miała być przekształcona w „wojskowy korpus służby bezpieczeństwa” pełniąc dodatkowo funkcje antydywersyjne i zabezpieczenia infrastruktury. Wskutek niezrozumiałej działalności MSW (niektórzy autorzy mówią wręcz o dywersji) w czasie kampanii wrześniowej korpus policyjny nie został włączony w system obronny. Poza chwalebnym epizodem przy obronie Warszawy, podczas tej wojny nie odegrał praktycznie żadnej roli. Aparat policyjny jako całość przestał istnieć już w pierwszej dekadzie września, ulegając rozkładowi podczas niekończących się ewakuacji. Oficerowie Komendy Głównej zostali internowani w Rumunii, akta Archiwum Centralnego PP zostały przejęte przez Sowietów, zaś wielu funkcjonariuszy zginęło wskutek represji niemieckich i radzieckich już po przejściu frontu. W obozach dla internowanych w Rumunii, Węgrzech, na Litwie i Łotwie znalazło się około 10 000 policjantów.
Jedna z większych formacji, która przekroczyła granicę był oddział pod dowództwem nadkomisarza (majora) Jana Zdanowicza, który składał się z 26 oficerów PP oraz 792 funkcjonariuszy PP. Oddział ten znalazł się w Rumunii w miejscowości Băile Gavora na północny zachód od Bukaresztu niedaleko Râmnicu Vâlcea. Później oddziały Policji Państwowej oraz wojska rozdzielone zostały do kilku obozów internowania na terenie Rumunii (m.in. obóz dla szeregowych Policji Państwowej w Comișani, a także w miejscowościach Câmpulung, Călimănești, Turnu Severin, Tulcea nad Morzem Czarnym) i Węgier (istniały tu, co najmniej trzy obozy o łącznej liczbie około 500 osób). Ludność rumuńska w miarę swoich skromnych możliwości pomagała uchodźcom i szła im na rękę, niestety ze strony oddziałów polskich niejednokrotnie zdarzały się awantury przeważnie w pijanym stanie. Dlatego też na skutek burd dokonanych przez wojskowych, a także policjantów przepisy dla niektórych obozów zostały mocno zaostrzone.
We wrześniu 1939 r. jednostki Policji Państwowej liczyły około 60 tys. funkcjonariuszy. Trudno określić bilans strat PP w 1939 r. Liczbę zamordowanych i poległych w walkach na terenie kraju szacuje się obecnie na około 2,5–3 tys. Największa grupa, bo blisko 12 tys., dostała się do radzieckiej niewoli, z czego prawie 6 tys. przebywających w obozie w Ostaszkowie zostało zamordowanych.
Po agresji Niemiec na Polskę 1 września 1939 Policja Państwowa, wraz z rodzinami, była stopniowo wycofywana z terenów zagrożonych bezpośrednimi działaniami wojennymi, jedynie komendant stołeczny policji w Warszawie Marian Kozielewski odmówił wykonania rozkazu o ewakuacji, zaś dowodzony przez niego korpus PP wziął czynny udział w obronie miasta.
Po zakończeniu działań wojennych z części ziem polskich utworzono Generalne Gubernatorstwo.
26 października 1939 r. generalny gubernator dr Hans Frank wydał rozporządzenie o bezpieczeństwie i porządku w Generalnym Gubernatorstwie. Na jego podstawie w dniu 30 października Wyższy Dowódca SS i Policji w Generalnym Gubernatorstwie wydał odezwę wzywająca wszystkich funkcjonariuszy Policji Państwowej do stawienia się, pod groźbą surowych kar, w urzędach policji niemieckiej lub starostwach. Powołano w ten sposób do życia Policję Polską Generalnego Gubernatorstwa, pomocniczą formację policyjną niemieckich władz okupacyjnych, nazwaną kolokwialnie granatową policją. Działała głównie w oparciu o przedwojenne przepisy policyjne. Okupant nie odbudował przedwojennej struktury policyjnej. Najwyższym poziomem był poziom powiatowy. Struktura „granatowej policji” była jednocześnie tolerowana i w wysokim stopniu kontrolowana przez Polskie Państwo Podziemne za pośrednictwem Państwowego Korpusu Bezpieczeństwa.
Zarówno na terenach anektowanych bezpośrednio przez III Rzeszę, jak i terenach anektowanych przez ZSRR nie istniały jakiekolwiek polskie formacje policyjne, a funkcjonariusze zostali poddani represjom ze strony obu okupantów. Na obszarze Rzeczypospolitej Polskiej okupowanym przez ZSRR funkcjonariusze policji byli masowo aresztowani bezpośrednio po agresji ZSRR na Polskę 17 września 1939 (lub mordowani na miejscu) i są jedną z głównych grup ofiar zbrodni katyńskiej. Obóz w Ostaszkowie, którego więźniowie zostali wymordowani w Twerze wiosną 1940 był przeznaczony przez NKWD wyłącznie dla funkcjonariuszy policji, Straży Granicznej, KOP i innych zmilitaryzowanych formacji państwa polskiego. W Miednoje spoczywa 169 funkcjonariuszy, którzy służyli na terenie XII Okręgu Policji Państwowej (Pomorskiego) z siedzibą w Toruniu w okresie dwudziestolecia międzywojennego.
Rodziny aresztowanych funkcjonariuszy zostały deportowane przez NKWD na Syberię i do Kazachstanu w styczniu i kwietniu 1940 r.
Formalnie Korpus Policji Państwowej został rozwiązany rozporządzeniem Krajowej Rady Ministrów z dnia 1 sierpnia 1944 r. (Dz.U.R.P. cz. III, Nr 2, poz. 17). Jednocześnie rozporządzenie Krajowej Rady Ministrów z dnia 1 sierpnia 1944 r. o tymczasowej organizacji służby bezpieczeństwa (Dz.U. R.P. 1944 nr 2 poz. 18) w art. 52 uchylało z dniem wejścia w życie rozporządzenie Prezydenta Rzeczypospolitej z dnia 6 marca 1928 r. o Policji Państwowej. Natomiast Policja Polska Generalnego Gubernatorstwa została rozwiązana dekretem Polskiego Komitetu Wyzwolenia Narodowego z dnia 15 sierpnia 1944 r. o rozwiązaniu policji państwowej tzw. granatowej policji (Dz.U. z 1944 r. nr 2, poz. 6), choć na terenach pozostających wciąż pod niemiecką okupacją funkcjonowała dalej.

## Organizacja PP

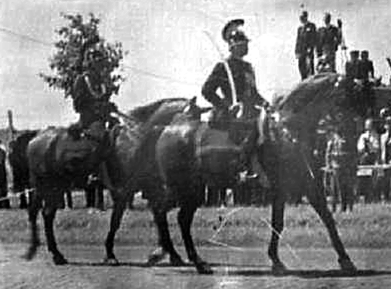
Formacja konna Policji Państwowej

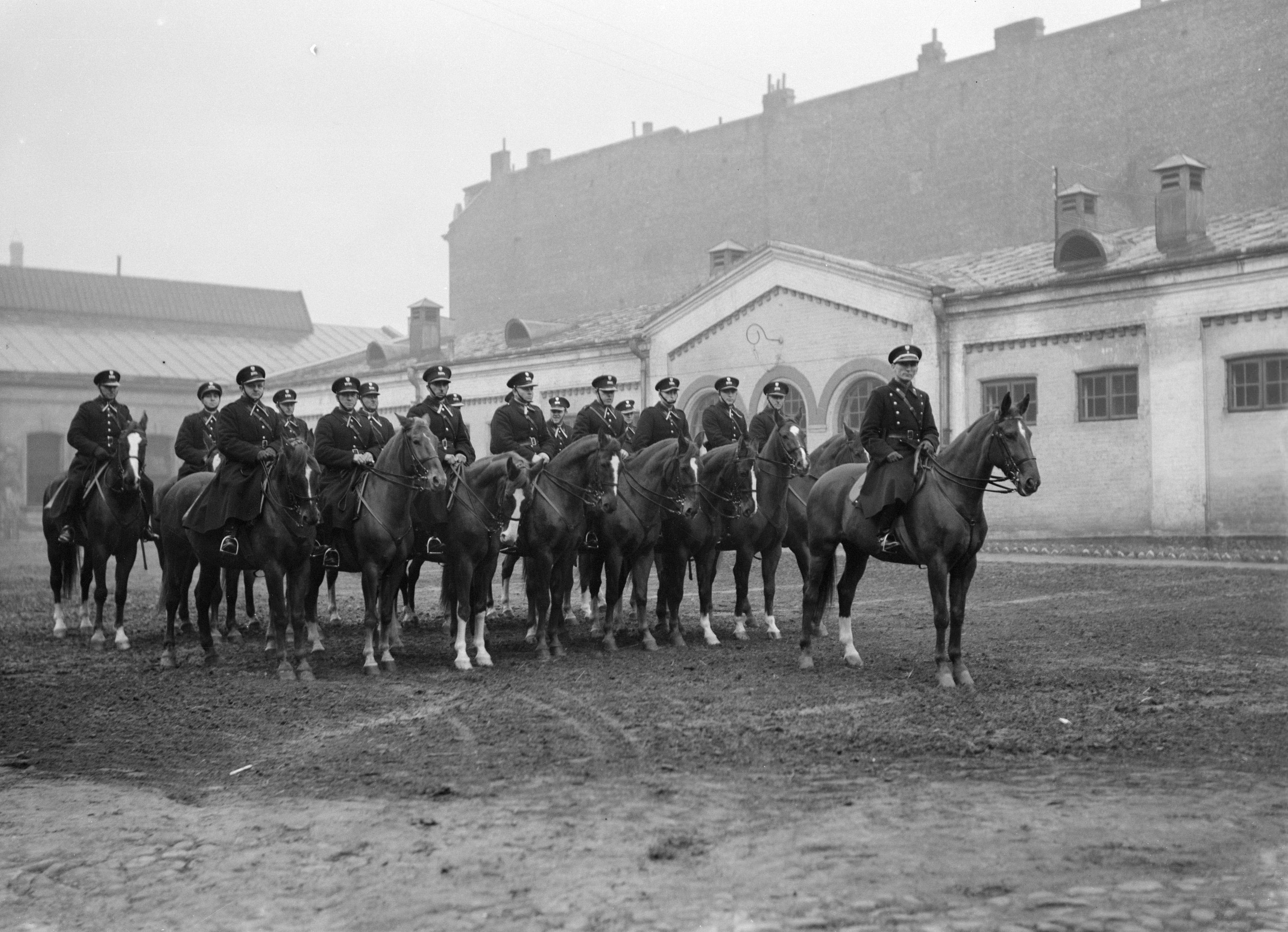
Oddział policji konnej, Warszawa 1934

System policyjny w Polsce obejmował dwie zorganizowane na wzór wojskowy organizacje:
- Policję Państwową, pełniąca służbę na terenie całego kraju poza terytorium województwa śląskiego,
- Policję Województwa Śląskiego, która służyła na terytorium tegoż województwa.

Obydwa te organy były prawie identycznie umundurowane (PWŚ miała orła śląskiego), uzbrojone i zorganizowane. Działały w zgodzie z dwoma „zasadami naczelnymi”:
- Zasada wykonawczości policji – w praktyce oznaczało to, że faktycznym dysponentem sił policyjnych był organ administracji cywilnej, od Ministra Spraw Wewnętrznych, przez Wojewodę, na Staroście kończąc. W zakresie ścigania przestępstw PP była organem wykonawczym Sądów oraz Prokuratury. Zasada wykonawczości nie miała zastosowania w odniesieniu do stosunków wewnętrznych policji, gdzie komendant każdego szczebla posiadał całkowitą autonomię w zakresie spraw wewnątrzpolicyjnych, a kierował podległymi sobie siłami na podstawie ogólnych dyrektyw cywilnych przełożonych.
- Zasada jednolitości policji – w ramach PP nie istniały żadne podziały na wyodrębnione organizacyjnie piony. Wszechstronność funkcjonariuszom zapewniały częste szkolenia oraz system rotacji kadrowych, umożliwiający pracę w różnych środowiskach i na różnych stanowiskach. Odrzucono system wielości organów policyjnych, rodem z Europy Zachodniej.

Podział na okręgi policyjne został ściśle dostosowany do zasadniczego podziału terytorialnego kraju. Zasadniczymi jednostkami organizacyjnymi były:
- Komenda Główna (liczyła od 50 do 90 funkcjonariuszy)
- Komendy wojewódzkie
- Komendy powiatowe
- Komendy miejskie
- Komisariaty i posterunki

Jedynym wydzielonym tworem wewnątrz PP był autonomiczny Urząd Śledczy. Składała się nań:
- Centrala Służby Śledczej (Wydział IV Komendy Głównej)
- Urzędy śledcze przy komendach wojewódzkich
- Wydziały śledcze przy niektórych komendach powiatowych
- Wydziały śledcze przy komendach miejskich

Wewnątrz UŚ utworzono komórki tzw. „Defensywy” lub „Defy”, które pełniły funkcje Policji Politycznej. Komórki te posiadały dużą niezależność. Oficerowie prowadzący urzędy lub wydziały śledcze podlegali tylko ogólnej kontroli właściwych komendantów policji.

### Organizacja Komendy Głównej
Na mocy ustawy z 1919 r., Policja Państwowa stała się jednolitym korpusem, na wzór wojskowy, na czele którego stał komendant główny podległy ministrowi spraw wewnętrznych.
Początkowo struktura Komendy Głównej prezentowała się następująco:
- Wydział I (Administracyjny)
- Wydział II (Gospodarczy)
- Wydział III (Wyszkolenie)
- Wydział IV (Rejestracyjno-karny)
  - Referat inwigilacyjno-informacyjny
  - Referat rozpoznawczy
  - Referat rejestracyjny
  - Referat instrukcyjny
  - Referat hodowli i tresury psów
  - Referat drukarni policyjnej

W maju 1921 roku Komendę Główną PP włączono bezpośrednio w strukturę Ministerstwa Spraw Wewnętrznych (jako jednego z departamentów). W grudniu 1922 roku z powrotem wyodrębniono Komendę Główną, tworząc jej nową strukturę: dawny wydział rejestracyjno-karny, odpowiedzialny za ściganie przestępstw, został przemianowany na wydział rejestracyjno-pościgowy. Powstała również Inspekcja (odpowiadająca dzisiejszemu Biuru Spraw Wewnętrznych Komendy Głównej Policji), a w 1924 roku wydział V Policji Politycznej (zobacz niżej).
- Wydział I (Ogólny)
- Wydział II (Finansowo-gospodarczy)
- Wydział III (Personalno-dyscyplinarny)
- Wydział IV (Rejestracyjno-pościgowy)
- Wydział V (Policja Polityczna)
- Inspekcja Komendy Głównej Policji Państwowej
- Samodzielny Referat Wojskowy

W lipcu 1926 roku Wydział IV zmienił nazwę z rejestracyjno-pościgowego na śledczo-pościgowy (a później na Centralę Służby Śledczej). W następnych latach w jego skład weszły nowe referaty: w 1933 roku rozpoznawczo-daktyloskopijny (odpowiadający za daktyloskopię), a w 1934 roku referat policji kobiecej (zajmujący się m.in. walką z handlem ludźmi, prostytucją i sutenerstwem). Zadania Wydziału V przejął w 1926 roku Referat spraw specjalnych Służby Śledczej.
Ostateczny model struktury organizacyjnej Komendy Głównej PP został przyjęty dopiero w 1938 roku. W jej skład wchodziło pięć wydziałów:
- Wydział I (Organizacyjno-Szkoleniowy)
  - Referat organizacyjny
  - Referat wyszkolenia
  - Referat wychowania fizycznego
  - Referat ogólny
  - Kancelaria
  - Dyżurni Komendy Głównej
  - Muzeum
  - Biblioteka
- Wydział II (Gospodarczy)
  - Referat budżetowy
  - Referat zakupów i zaopatrzenia intendenckiego
  - Referat zaopatrzenia technicznego
  - Referat zaopatrzenia gospodarczego
  - Referat ogólny
- Wydział III (Personalny)
  - Referat personalny spraw oficerskich
  - Referat personalny spraw szeregowych
  - Referat kandydatów kontraktowych
  - Referat personalny urzędników i woźnych
  - Referat emerytalny
  - Referat dyscyplinarny
  - Referat ogólny
- Wydział IV (Centrala Służby Śledczej)
  - Referat spraw kryminalnych
  - Referat rozpoznawczy
  - Referat rejestracyjno-pościgowy
  - Referat techniki śledczej
  - Referat policji kobiecej
  - Referat spraw specjalnych
  - Referat spraw psów służbowych
  - Referat ogólny
- Wydział V (Dowodzenia Ogólnego)[a]
  - Referat taktyczny
  - Referat specjalny
  - Referat ogólny
- Inspekcja
- Samodzielny referat wojskowy
- Sekretariat

### Szefowie
Szefowie Naczelnej Inspekcji Policji, od 8 kwietnia 1919 Komendanci Główni Policji Komunalnej i Milicji Ludowej, od 24 lipca 1919 Komendanci Główni.

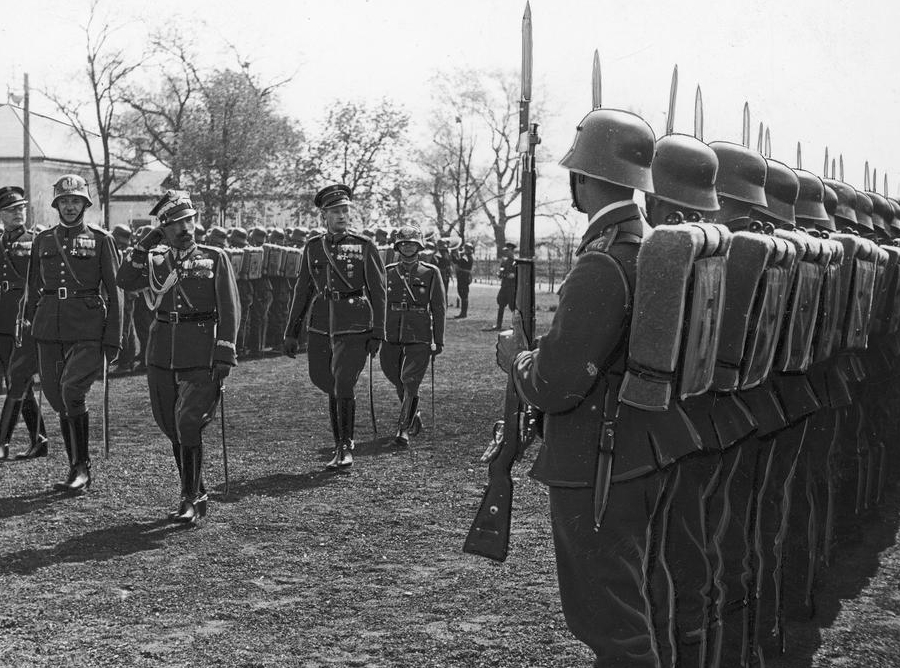
Uroczyste obchody 3 rocznicy utworzenia Grupy Rezerwy Policyjnej w Warszawie. Komendant główny Policji Państwowej gen. Kordian Zamorski (salutuje) przechodzi przed frontem kandydatów rezerwy, kwiecień 1939

- Jan Jur-Gorzechowski od 1918 do 1919
- Kazimierz Młodzianowski od 8 kwietnia 1919 do 28 maja 1919
- Władysław Henszel (p.o.) od 28 maja 1919 do 22 września 1919
- Władysław Henszel od 22 września 1919 do 28 lutego 1922
- Wiktor Zygmunt Sas-Hoszowski od 31 marca 1922 do 17 marca 1923
- Michał Bajer (p.o.) od 17 marca 1923 do 1 lipca 1923
- Marian Borzęcki od 1 lipca 1923 do 4 listopada 1926 (14 maja 1926 aresztowany)
- Janusz Jagrym-Maleszewski od 5 listopada 1926 do 24 stycznia 1935
- Kordian Józef Zamorski od 25 stycznia 1935 do września 1939[22]

### Stopnie PP w latach 1919–1936
Ustawa z dnia 24 lipca 1919 roku o Policji Państwowej przewidywała w PP podział na funkcjonariuszy wyższych i niższych oraz stanowiska służbowe przyporządkowane do określonych kategorii urzędniczych. Oznaki stanowisk określało Rozporządzenie MSW z dnia 2 marca 1920 r. w przedmiocie umundurowania i uzbrojenia Policji Państwowej:
Funkcjonariusze niżsi:
- posterunkowy;
- st. posterunkowy;
- przodownik;
- st. przodownik.

Funkcjonariusze wyżsi:
- naczelnik urzędu śledczego (kat. Vb-VIII);
- zastępca komisarza (kat. IX-X);
- komisarz (kat. VIII-X);
- zastępca komendanta powiatowego (kat. VIII-X);
- komendant powiatowy (kat. VII-IX);
- zastępca komendanta okręgowego (kat. VI-VII);
- komendant okręgowy (kat. Va, Vb, VI);
- zastępca komendanta głównego (kat. Va, Vb);
- komendant główny (kat. IV).

Powyższy schemat zmieniony został Rozporządzeniem Prezydenta Rzeczypospolitej z dnia 6 marca 1928 r. o Policji Państwowej. Wprowadzało ono podział na oficerów i szeregowych PP oraz nowy schemat stopni służbowych:
Szeregowi PP:
- posterunkowy;
- st. posterunkowy;
- przodownik;
- st. przodownik.

Oficerowie PP:
- aspirant;
- podkomisarz;
- komisarz;
- nadkomisarz;
- podinspektor;
- inspektor;
- nadinspektor;
- generalny inspektor.

### Stopnie PP i ich wojskowe odpowiedniki

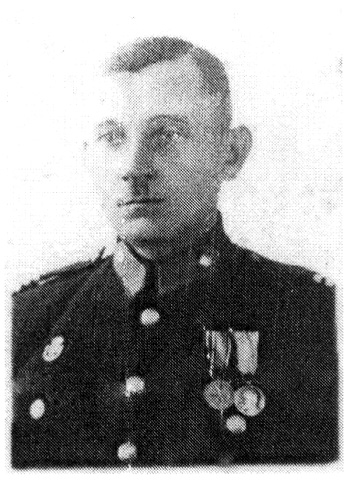
Starszy posterunkowy Policji Państwowej

Od 1 sierpnia 1936 na podstawie Rozporządzenia Ministra Spraw Wewnętrznych z dnia 15 czerwca 1936 r. wydanego w porozumieniu z Ministrem Spraw Wojskowych w sprawie zmiany przepisów o umundurowaniu i uzbrojeniu Policji Państwowej wprowadzono nowe odznaki Policji Państwowej.
- posterunkowy – kapral
- st. posterunkowy – plutonowy
- przodownik – sierżant
- st. przodownik – st. sierżant
- aspirant – podporucznik
- podkomisarz – porucznik
- komisarz – kapitan
- nadkomisarz – major
- podinspektor – podpułkownik
- inspektor – pułkownik
- nadinspektor – brak odpowiednika
- generalny inspektor – generał brygady

### Dystynkcje i umundurowanie
| Nazwa stopnia        | Wzór 1936–1938 | Wzór 1938–1939 |
| -------------------- | -------------- | -------------- |
| Posterunkowy         |                |                |
| Starszy posterunkowy |                |                |
| Przodownik           |                |                |
| Starszy przodownik   |                |                |
| Aspirant             |                |                |
| Podkomisarz          |                |                |
| Komisarz             |                |                |
| Nadkomisarz          |                |                |
| Podinspektor         |                |                |
| Inspektor            |                |                |
| Nadinspektor         |                |                |
| Generalny inspektor  |                |                |

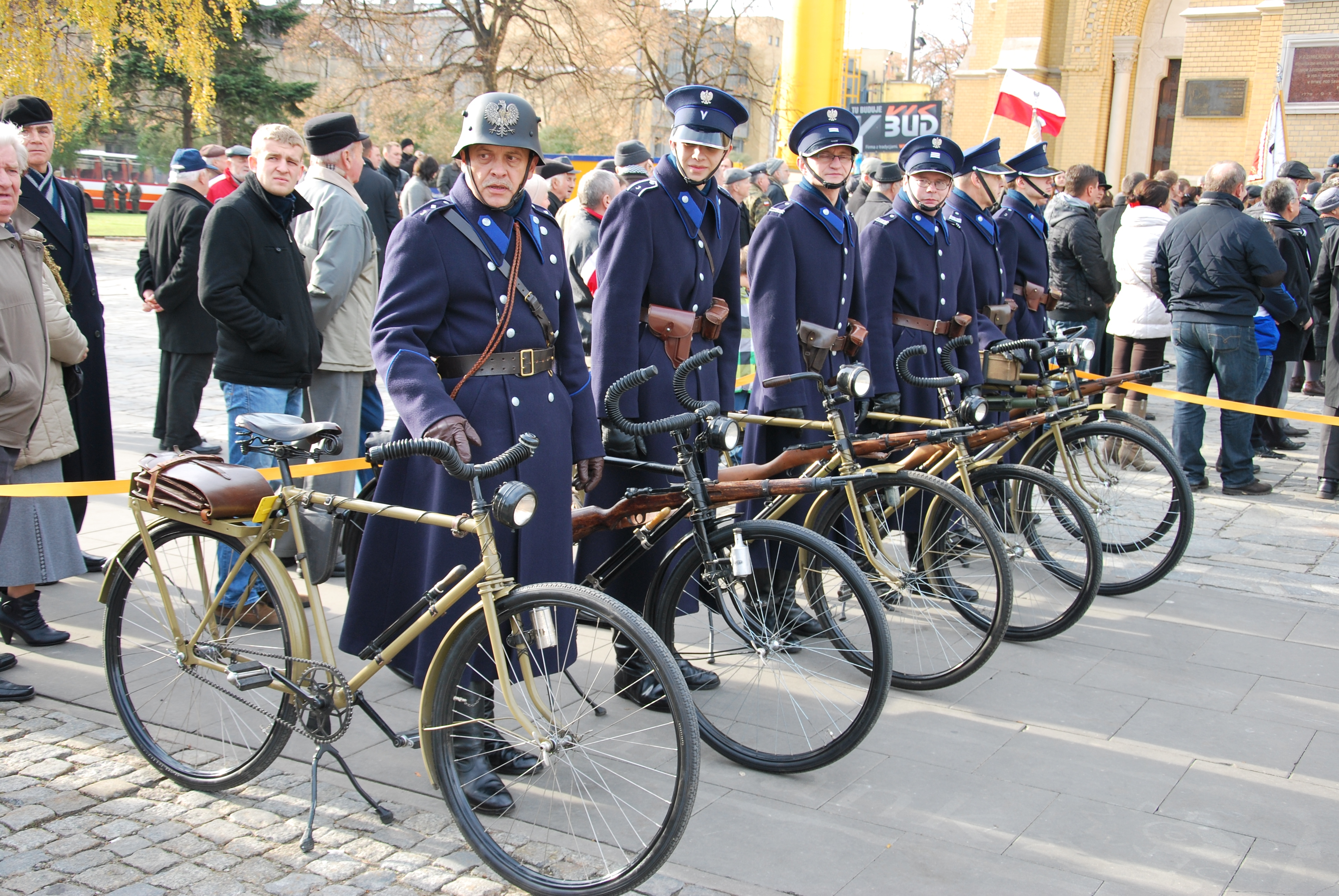
Rekonstruktorzy w mundurach Policji Państwowej

Stopnie policyjne w ciągu istnienia II RP były niezmienne, natomiast zmieniała się ich odpowiedniość w stosunku do stopni wojskowych.
Funkcjonariusze dzielili się na oficerów i szeregowych. Do kategorii szeregowych zaliczano wszystkich funkcjonariuszy od posterunkowego aż do starszego przodownika. Wyższych funkcjonariuszy policji mianował minister spraw wewnętrznych, a niższych komendanci okręgowi. Ich stosunek służbowy był także określony wyżej wymienionym rozporządzeniem Prezydenta RP.
Funkcjonariusze nosili mundury w kolorze granatowym.

### Rezerwa Policji Państwowej

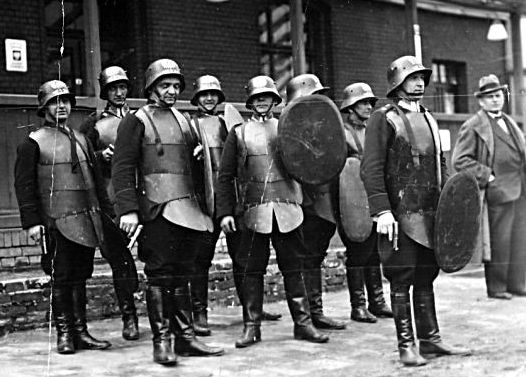
Oddział Rezerwy Policji przeznaczony do tłumienia zamieszek ulicznych i demonstracji. Policjanci wyposażeni byli początkowo w hełmy francuskie wz. 15, później w niemieckie stahlhelmy (na zdjęciu), metalowe pancerze chroniące tors i metalowe tarcze. Zdjęcie z lat 30.

Rezerwa Policji Państwowej (odpowiednik współczesnych Oddziałów Prewencji Policji), była formacją przeznaczoną do zwalczania zajść ulicznych, istniejącą w latach 1923–1939. Pierwsze jednostki rezerwy, powstały w 1923 roku, po masowych wystąpieniach robotników w Krakowie (Powstanie krakowskie z 1923 roku), Tarnowie i Borysławiu. Początkowo oddziały Rezerwy PP utworzono (z przyczyn finansowych) tylko w Warszawie oraz w województwach: łódzkim, kieleckim, lwowskim, poleskim, i wileńskim. W wyjątkowych sytuacjach wyrażono zgodę na użycie w razie potrzeby kompanii rezerwy w województwach sąsiednich. Zgodnie z zarządzeniem oddziały rezerwowe miały mieć charakter kompanii szkolnych, odbywających normalne szkolenie niższych funkcjonariuszy Policji Państwowej, a jednocześnie gotowe do działań w każdej chwili. Kompanie miały liczyć 60 osób, a ze względu na ich szczególny charakter każda kompania miała posiadać całkowity polowy ekwipunek. W 1938 roku utworzono także szwadrony konnej Rezerwy Policji Państwowej (gdyż oddziały konne okazały się bardziej skuteczne w rozpędzaniu wystąpień i demonstracji od pieszych odwodów policji).
Oddziały Rezerwy Policyjnej w sierpniu 1939
- Grupa Rezerwy Policyjnej w Warszawie,
- 4 Kompania Rezerwy Policyjnej w Herbach Starych (była Kompania „D” Rezerwy Policyjnej Częstochowa w Herbach Starych)[b],
- 5 Kompania Rezerwy Policyjnej w Poznaniu[c],
- 6 Kompania Rezerwy Policyjnej we Lwowie (była Kompania „F” Rezerwy Policyjnej)[d],
- 7 Kompania Rezerwy Policyjnej w Jaworznie,
- 8 Kompania Rezerwy Policyjnej w Gdyni[e],
- 9 Kompania Rezerwy Policyjnej w Białymstoku[f],
- 10 Kompania Rezerwy Policyjnej w Jarosławiu[g],
- 11 Kompania Rezerwy Policyjnej w Mikulińcach,
- 12 Kompania Rezerwy Policyjnej w Stanisławowie[h]
- 13 Kompania Rezerwy Policyjnej w Łucku[i]
- 1 Szwadron Rezerwy Policyjnej we Lwowie,
- 2 Szwadron Rezerwy Policyjnej w Raju,
- 3 Szwadron Rezerwy Policyjnej w Kamionce Strumiłowej,
- 4 Szwadron Rezerwy Policyjnej w Kamionce Strumiłowej[47].

23 sierpnia 1939 z wymienionych wyżej oddziałów komendant główny PP powołał 500 kandydatów kontraktowych na pięciomiesieczny XVIII kurs zwykły kandydatów kontraktowych w Szkole Szeregowych Policji Państwowej w Mostach Wielkich. Otwarcie kursu zaplanowano na 1 września, a zakończenie 31 stycznia 1940. 28 sierpnia 1939 otwarcie kursu zostało odwołane.
Na bazie 1 Szwadronu Rezerwy Policyjnej we Lwowie 14 Pułk Ułanów Jazłowieckich mobilizował w I rzucie mobilizacji powszechnej szwadron kawalerii dywizyjnej nr 5 dla 5 Dywizji Piechoty. Dowódcą szwadronu był komisarz (rtm. rez.) Władysław Suchenek Suchecki.
Wyposażenie oddziałów Rezerwy Policji Państwowej:
- Hełmy: hełmy francuskie wz. 15, później Stahlhelm (austriacki wz. 17). i hełm wz. 31.
- Metalowe pancerze chroniące tors i metalowe tarcze (zaledwie 450 sztuk).
- Uzbrojenie: do walki funkcjonariusze RPP używali pałek policyjnych, kolb karabinów, bagnetów, a także ostrej amunicji.
- Warszawskie jednostki rezerwy dysponowały armatką wodną (nazywaną w tamtych czasach „tankiem wodnym”) produkowaną w Zakładach Mechanicznych „Ursus”.

### Policja polityczna
Wraz z powstaniem Komendy Głównej Policji Państwowej utworzono w jej strukturach wydziały V, zajmujące się organizacjami komunistycznymi. Zostały one 16 października 1919 przekształcone w Inspektorat Defensywy Politycznej. W listopadzie 1920 nastąpiła reorganizacja struktur PP i w miejsce Inspektoratu utworzono centralny Wydział IV D oraz ekspozytury w komendach okręgowych i agentury na szczeblach niższych. W 1923 zlikwidowano pion policji politycznej w KG PP i utworzono Służbę Informacyjną, podległą administracji państwowej. Ostatecznie w 1926 roku powstał Referat spraw specjalnych Służby Śledczej, który działał do wybuchu II wojny światowej.

## Zadania i uprawnienia PP
- Działania ogólnoporządkowe

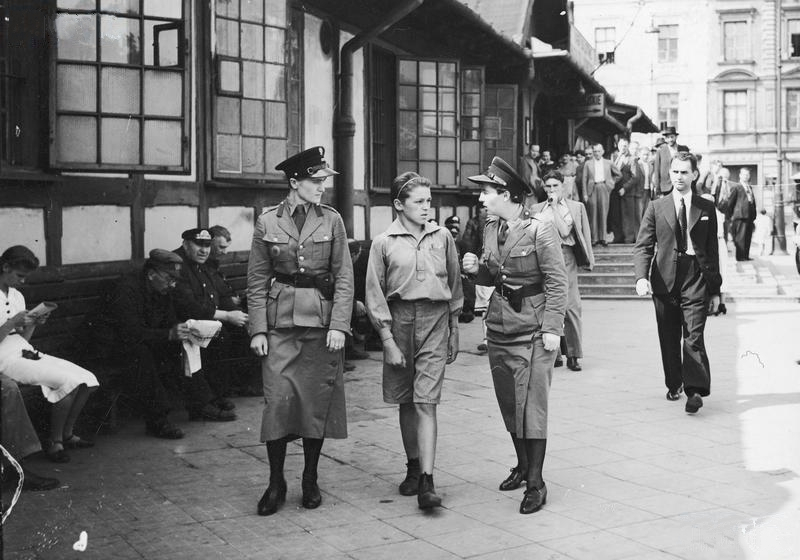
Dwie funkcjonariuszki Policji Kobiecej eskortują zatrzymanego młodocianego do policyjnej izby zatrzymań. W tle budynek tzw. Dworca Głównego Tymczasowego przy ulicy Chmielnej w Warszawie, sierpień 1939.

- Walka z przestępczością kryminalną
- Ochrona państwa i ustroju (głównie zwalczanie podziemia komunistycznego przez komórki „defensywy”, ale też inne działania zlecone przez władze administracyjne)
- Obsługa i prowadzenie obozu odosobnienia w Berezie Kartuskiej (szeregowi i młodsi podoficerowie najczęściej byli tam oddelegowywani w trybie karnym za drobne i średnie przewinienia)
- Sporządzanie wniosków do władz administracyjnych o „internowanie niebezpiecznych dla państwa”
- obozie odosobnienia w Berezie Kartuskiej
- Organy policji mundurowej i śledczej miały za zadanie czynnie wspomagać służby kontrwywiadu wojskowego (Oddział II Sztabu Generalnego WP)

W zakresie dochodzenia i ścigania przestępstw Policja Państwowa była organem władz sądowych i prokuratorskich. W sprawach o przestępstwa ścigane z urzędu przed sądami wnosiła i popierała oskarżenie jako oskarżyciel publiczny w zastępstwie prokuratora. W zakresie bezpieczeństwa, spokoju i porządku publicznego podlegała władzom administracji ogólnej. W sprawach o przestępstwa z oskarżenia prywatnego Policja Państwowa na żądanie oskarżyciela przyjmowała jego skargę i w razie potrzeby zabezpieczała dowody, po czym kierowała sprawę do właściwego sądu.

## Uzbrojenie PP

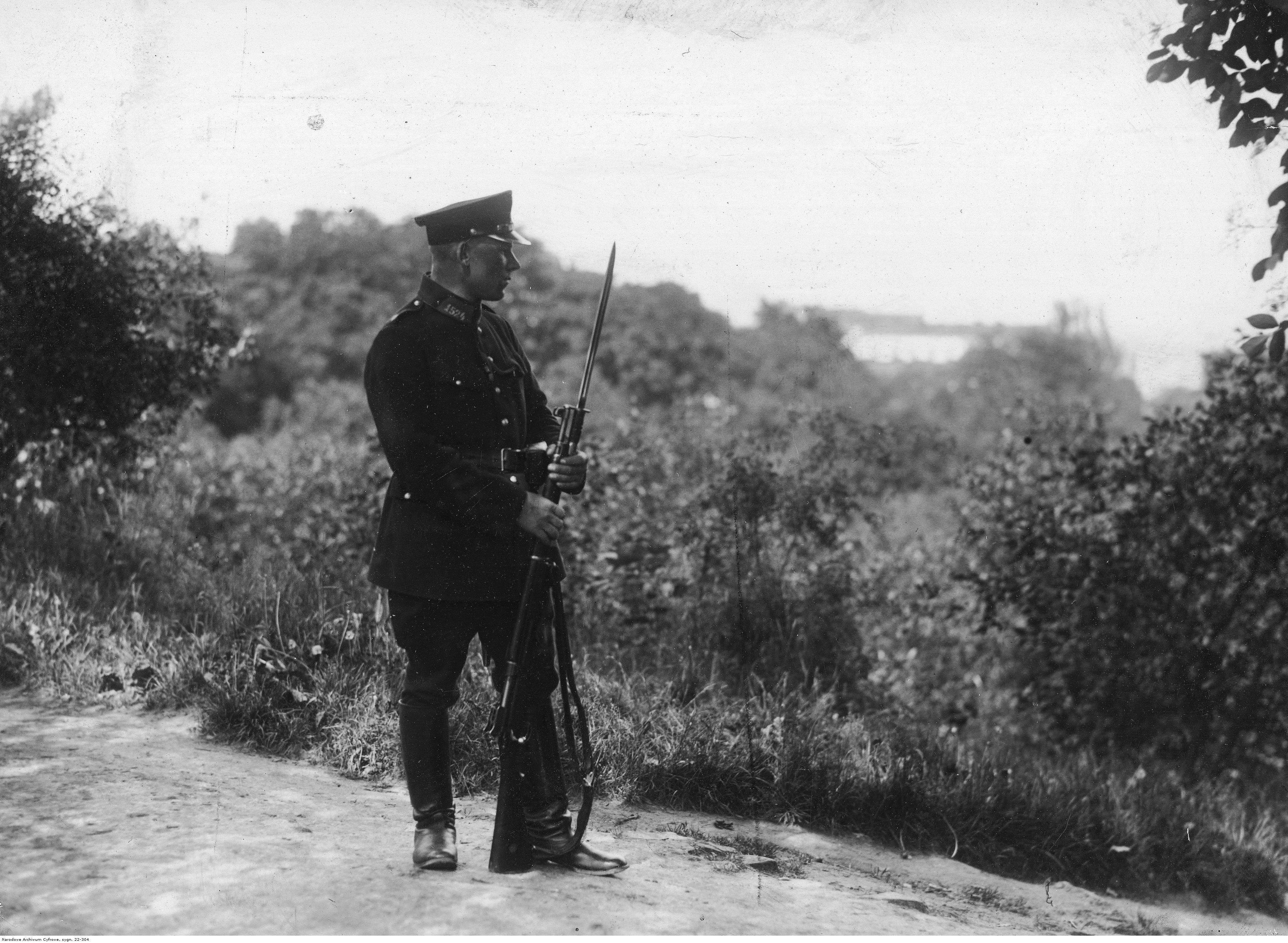
Funkcjonariusz z karabinem z nałożonym bagnetem

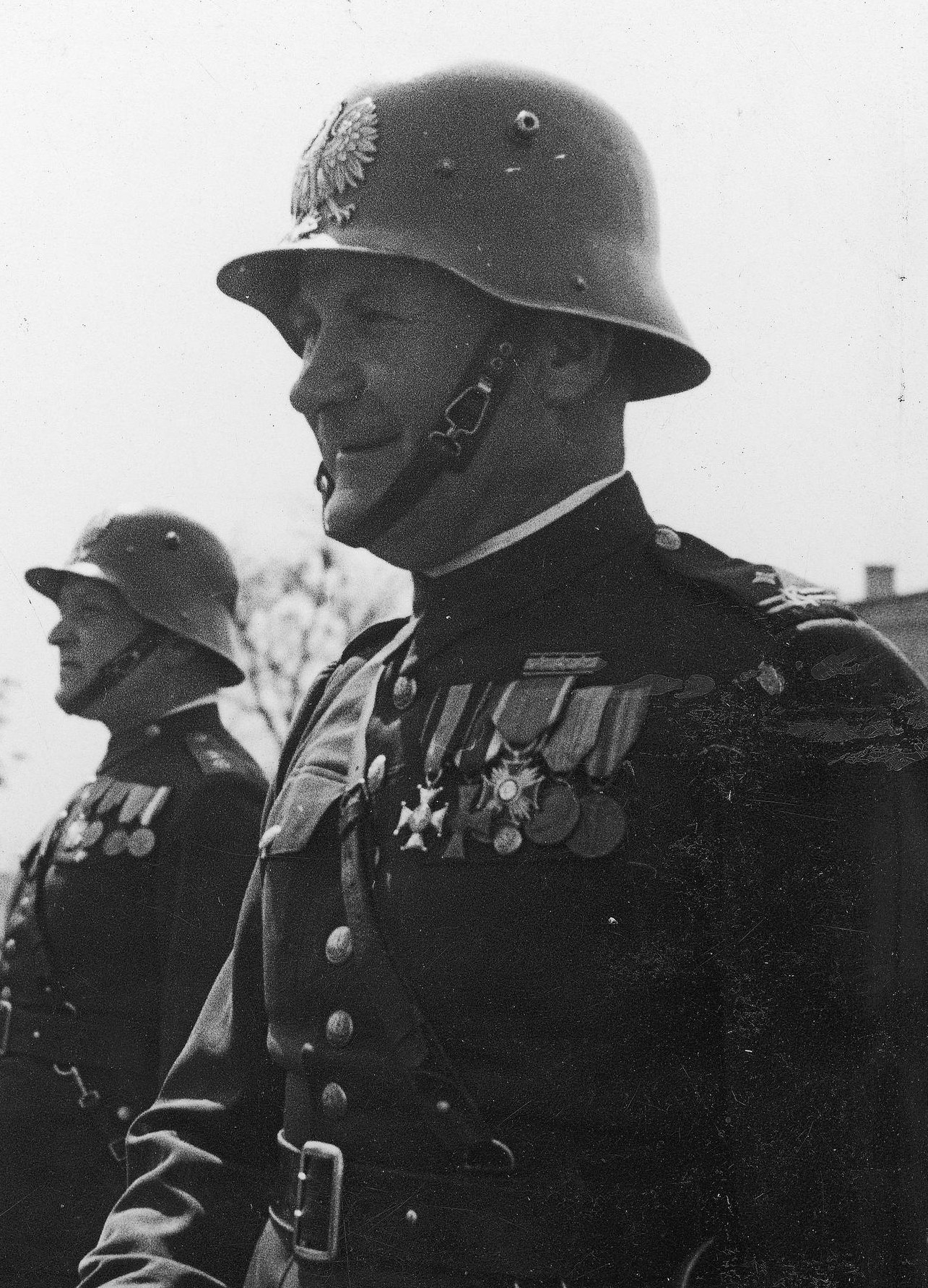
Nadkom. Jan Zdanowicz w hełmie Stahlhelm M16

Do końca lat 20. XX wieku PP używała następującej broni [12]:
- Kb Mannlichera wz. 1895

Karabin ten przerobiono na kbk poprzez skrócenie lufy. Poza tym przerobiono muszkę i celownik
- Kb Werndla 11 mm wz. 1873

W roku 1918 te jednostrzałowe karabiny były już bardzo przestarzałe. Broń ta, przejęta z magazynów armii Austro-Węgier była przerabiana na:
- - kbk strzelające nabojami z gazem łzawiącym
  - kb sygnałowe
- Kb Mosin wz. 1891

Po dostosowaniu tej broni do strzelania amunicją 7,92 mm typu Mauser i wprowadzeniu kilku innych modyfikacji w latach 1923–1927 została oddana do użytkowania kawalerii, Straży Granicznej, PP oraz Batalionom Obrony Narodowej jako Mosin wz. 91/98/23 lub 91/98/26 
- rewolwer Nagant

Użytkowany przez PP i straż pocztową.
Rozporządzenie Ministra Spraw Wewnętrznych (...) w przedmiocie umundurowania i uzbrojenia Policji Państwowej z 20 marca 1920 r. (Dz.U. RP z 1920 Nr 26).
Przewidywało ono dla niższego funkcjonariusza karabin lub rewolwer, krótką szablę i bagnet. Natomiast dla policji konnej – szablę typu kawaleryjskiego. Oficerowie byli mniej obciążeni: instrukcja przewidywała dla nich pałasz oraz broń krótką, czyli pistolet lub rewolwer. Tu również było w czym wybierać. Przeważały wówczas pistolety automatyczne: Mauser kal. 7,65 mm i 7,63 mm, Browning kal. 7,65 mm, Steyer kal. 9 i 8 mm oraz rewolwery: Nagant, Gasser i Lebel.
Dopiero w latach 1926–1927 podjęto działania zmierzające do ujednolicenia policyjnej broni długiej. Zdecydowano się na kbk. wz. 91/98/26. Równolegle z bronią długą wybierano broń krótką, we wrześniu 1927 w całej formacji przeprowadzono ankietę w tej sprawie. Najwięcej pozytywnych opinii zebrał 7-strzałowy rewolwer Nagant kal. 7,62 mm. W uzasadnieniu napisano, że jest to „broń pewna, niezawodna, silna, a do tego nieskomplikowana i łatwa do konserwowania”. Produkcję podjęto w Fabryce Broni w Radomiu, która zakupiła niezbędny osprzęt i licencję w Belgii. Produkowano tam rewolwer Nagant, jako wz. 30. Pierwsze zamówienie z 1929 r. opiewało na 30 tys. sztuk rewolwerów i 3 mln amunicji.
Drugie przezbrojenie Policji Państwowej, wiosna 1933 r.
Przyspieszyła je decyzja Ministra Spraw Wojskowych, który zgodził się przekazać kbk. Mannlicher wz. 95 produkcji Austro-Węgierskiej, Akcja zmiany kbk trwała przeszło pół roku. Jednostki terenowe otrzymały tym razem broń znacznie lepszą i wygodniejszą w codziennej służbie patrolowej. Według okólnika wydanego przez komendanta głównego PP gen. insp. Janusza Maleszewskiego z 29. 05. 1934 r. szeregowi funkcjonariusze otrzymywali do indywidualnego użytku rewolwer kal. 7,62 mm z kaburą lub pistolet kal. 7,65 mm z kaburą. Karabin Mannlicher wz. 95 z bagnetem, pasem, ładownicami i żabką do bagnetu oraz pałkę gumową do regulowania ruchu ulicznego z pochwą. Szeregowi pełniący służbę konną zamiast bagnetu otrzymywali szablę. W 1935 r. wszystkie funkcjonariuszki otrzymały jedynie broń krótką, na ogół pistolety Mauser M1910 kal. 6,35 mm. Takie uzbrojenie funkcjonariuszy i funkcjonariuszek obowiązywało do 1 września 1939 r.
Ponadto używano w niewielkich ilościach
- Pistolety maszynowe Thompson M 1921 i 1928

- Pistolet maszynowy Suomi

Te pistolety maszynowe były na uzbrojeniu jednostek specjalnych.
- Rkm Browning wz 28

- Ckm Maxim wz 08 i 1910
- Hotchkiss wz 25

Broń maszynowa znajdowała się głównie na wyposażeniu komend wojewódzkich i powiatowych.
Rozkazem nr 715 w 1937 komendant główny PP zatwierdził do użytku Policji Państwowej gwizdek policyjny według przepisanego wzoru, który od 30 czerwca 1937 zobowiązani byli posiadać wszyscy funkcjonariusze (oficerowie i szeregowi) oraz kandydaci kontraktowi.

## Współpraca międzynarodowa
Polska Policja Państwowa była stałym i aktywnym członkiem Interpolu (Międzynarodowej Komisji Policji Kryminalnej z siedzibą w Wiedniu), poprzez który utrzymywała liczne kontakty z policjami państw europejskich. Przez 21 lat istnienia zdobyła sobie reputację organizacji stojącej na wysokim poziomie fachowym i sprawnie kierowanej.

## Stan osobowy
Dane na dzień 1 stycznia 1938 roku:
Policja Państwowa
- szczebel centralny (Komenda Główna, szkoły policyjne, policyjne kompanie rezerwy, szwadrony rezerwy [rezerwowe kompanie kawalerii])
  - 79 oficerów,
  - 459 szeregowych (odpowiednik podoficera zawodowego WP),
  - 1066 kandydatów kontraktowych (odpowiednik szeregowca w armii)
- województwa łącznie:
  - 730 oficerów, tym 153 w służbie śledczej
  - 27 874 szeregowych, w tym 2662 w służbie śledczej oraz 276 w jednostkach konnych

Policja Województwa Śląskiego
- 60 oficerów, w tym 8 w służbie śledczej
- 2245 szeregowych, w tym 216 w służbie śledczej oraz 88 w jednostkach konnych

Łącznie w polskiej policji służyło 32 515 funkcjonariuszy. Do sierpnia 1939 roku liczba ta wzrosła i nieznacznie przekroczyła liczbę 33 000 ludzi. W ramach przeprowadzonej „cichej” mobilizacji (drogą listowną) korpus policji został wzmocniony oficerami, podoficerami i szeregowymi rezerwy WP, co pozwoliło mu osiągnąć liczbę około 60 tys. policjantów i żołnierzy.